# Cosima Wagner
Pour les articles homonymes, voir famille Wagner et Wagner.
Francesca Gaetana Cosima Liszt, dite Cosima Wagner, née à Bellagio le 24 décembre 1837 et morte à Bayreuth le 1er avril 1930, est une personnalité allemande. Elle est la fille de Franz Liszt et de Marie d'Agoult, et l'épouse du chef d'orchestre Hans von Bülow, puis la seconde femme du compositeur Richard Wagner dont elle maintient le culte pendant un demi-siècle au festival de Bayreuth.

## Biographie
Cosima Liszt (prénommée ainsi parce que née près du lac de Côme) est le fruit de la liaison extraconjugale du pianiste et compositeur Franz Liszt et de la comtesse Marie d'Agoult, qui écrivait sous le nom de plume « Daniel Stern ».
En 1857, elle épouse un des élèves les plus doués de son père, le pianiste et chef d'orchestre renommé Hans von Bülow, mais leur mariage n'est pas heureux - elle écrit dans son Journal que c'était « un grand malentendu », une « erreur », car leurs « tempéraments étaient absolument aux antipodes l'un de l'autre ». Ils ont deux filles : Daniela née en 1860 et Blandine née en 1863.
C'est Bülow qui présente Cosima à Richard Wagner, de vingt-quatre ans son aîné et lui-même déjà marié ; mais en réalité Wagner avait déjà rencontré les trois enfants de Liszt (dont Cosima, alors âgée d'à peine seize ans) lors d'un dîner le 10 octobre 1853.  
Une liaison commence en 1863 et l'année suivante, alors que Richard s'installe au bord du Lac de Starnberg, près de Munich, dans une maison mise à sa disposition par le roi Louis II de Bavière, ami et protecteur du compositeur, Cosima vient lui rendre visite et Wagner la fait passer pour sa secrétaire, cachant cette liaison au roi. En 1867, Wagner s'installe en Suisse, au bord du lac des Quatre Cantons à Tribschen et l'année suivante, Cosima vient officiellement s'établir avec lui. 
Elle se sépare de Bülow en 1867 (le divorce sera prononcé en juillet 1870), et donne à Richard trois enfants avant même qu'ils ne puissent se marier le 25 août 1870 dans l'église protestante de Lucerne :
- Isolde von Bülow (de), née en 1865
- Eva von Bülow (de), née en 1867
- Siegfried Wagner, né en 1869.

Leurs prénoms sont tirés d'opéras de Wagner, respectivement Tristan et Isolde, Les Maîtres Chanteurs de Nuremberg et L'Anneau du Nibelung.
Le matin du dimanche 25 décembre 1870, le lendemain de son anniversaire, Richard Wagner lui offre une Tribschener Idyll mit Fidi-Vogelgesang und Orange-Sonnenaufgang (Idylle de Tribschen avec chant d'oiseau de Fidi et lever de soleil orange), exécutée par treize instrumentistes de l'orchestre de la Zürcher Tonhalle sur le grand escalier de la villa. L'œuvre, plus tard éditée sous le nom de Siegfried-Idyll, est un hymne au bonheur conjugal qui célèbre le repos enfin trouvé par le couple. Les enfants Wagner la surnommeront plus prosaïquement « la musique de l'escalier » (« die Treppenmusik »). Fidi est un diminutif pour Siegfried.
Le 28 avril 1874, la famille Wagner déménage et s'installe à Villa Wahnfried, maison que le compositeur a fait construire à Bayreuth. Vivent également avec eux les deux filles que Cosima a eues de Hans von Bülow, Daniela et Blandine.
Cosima Wagner joue un rôle de plus en plus actif : elle s'occupe de la correspondance de son époux et conseille celui-ci sur le plan de la création. Elle entretient une correspondance entre 1870 et 1889 avec le philosophe Friedrich Nietzsche, grand admirateur de l’œuvre de Wagner avant que ne survienne leur rupture amicale et intellectuelle en 1878. De 1869 à 1883, jusqu'à la veille de la mort de Richard Wagner, elle tient un Journal de leur vie commune. Complétant ses Mémoires (Ma vie) que Richard dicta à Cosima, ce journal donne surtout des informations sur la vie quotidienne du compositeur, sa santé, ses rêves, ses occupations, ses sentiments, ses réflexions, ses lectures, son travail, sur les conversations entre les époux, leurs relations, mais aussi sur la vie intellectuelle et l'histoire de leur époque. Il n'est publié qu'en 1976, parce qu'Eva, la deuxième fille du couple, « s'en était emparée après la mort de sa mère et avait stipulé qu'il fallait attendre trente ans après sa mort avant de le rendre public (elle est morte en 1942). »
Richard Wagner meurt le 13 février 1883.
Il revient à Cosima Wagner d'avoir maintenu l'existence du Festival de Bayreuth et d'en avoir fait une institution, alors que seules deux saisons exceptionnelles avaient eu lieu en 1876 et 1882. Elle en prend officiellement la direction en 1886. Aidée par son fils Siegfried et pour les aspects financiers par Adolf von Groß (de), elle le dirigea jusqu'en 1908, passant alors l'héritage à Siegfried. Persuadée d'être l’unique dépositaire des volontés du Maître, elle fit de Bayreuth le lieu de la célébration du culte de son défunt mari, dans une orientation résolument conservatrice, refusant par exemple jusqu'à sa mort tout changement dans la mise en scène, les décors et les costumes de la création de Parsifal, exigeant des chanteurs une fidélité et une loyauté totales, maîtresse de la scène, naturaliste, avec son décorateur Max Brückner, qui répète les productions créées pour Wagner autrefois. Contrairement à son mari qui n’avait pas préparé sa succession, elle mit en place un véritable régime dynastique et régenta Bayreuth avec une énergie peu commune doublée d’une rigidité doctrinaire souvent dénoncée, si bien qu'on la surnomma « La maîtresse de la Colline » ou encore « La reine veuve de Bayreuth ». En réalité, elle n'était pas seule, et son pouvoir lui vient d'une totale abnégation d'une équipe : son fils, ses filles, les chefs d'orchestre, « dix seulement entre 1876 et 1914, en 22 festivals et 380 représentations - c'est là l'un des secrets du rayonnement de Bayreuth et de sa réputation musicale -, tous pratiquent l'abnégation. » En 1913 elle obtient le titre de docteur honoris causa de l'université de Berlin.
Winifred Wagner, épouse de Siegfried Wagner, déclare à propos de sa belle-mère : « Elle était toujours, malgré ses 77 ans, un personnage tout en grandeur, qui inspirait le respect. De sa voix mélodieuse, un peu grave, elle ne manquait jamais de m'adresser quelques mots aimables quand nous allions la saluer à notre arrivée ou au moment de nous retirer. […] Par la suite, j'ai vécu quinze ans sous le même toit qu'elle, et nos relations étaient aussi bonnes que possible: il n'y a jamais eu le moindre malentendu entre nous. […] Elle avait la fibre pédagogique – et c'était très marqué – ; c'est ce qui l'incita à parfaire mon éducation durant la première année de mon mariage. […] Cosima a salué avec joie la naissance de nos quatre enfants et a suivi leur croissance en grand-mère attentive ».
Elle meurt le 1er avril 1930 à l'âge de 92 ans, quarante-sept ans après Richard et la même année que Siegfried. Elle est enterrée aux côtés de Richard dans le jardin de la Villa Wahnfried.

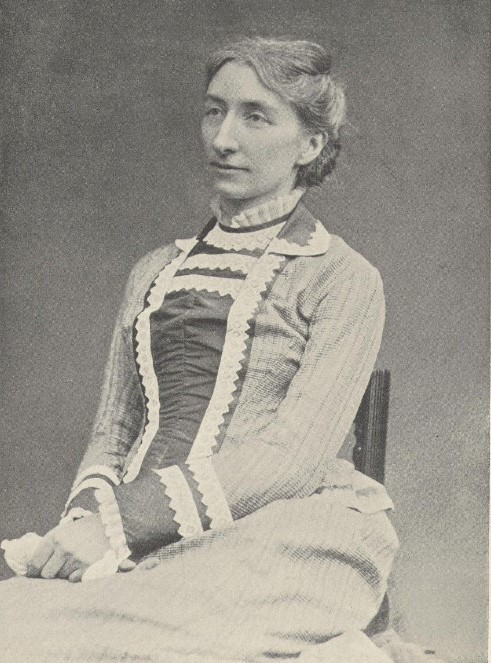
Cosima Wagner à Londres en 1877
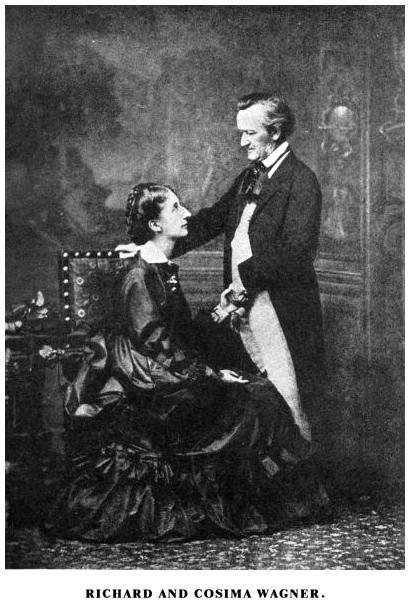
Cosima et Richard Wagner
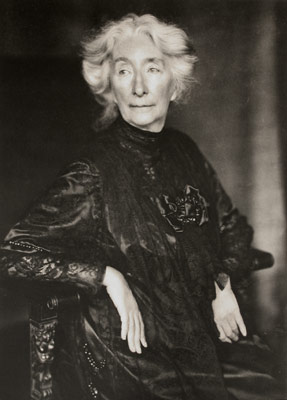
Cosima en 1905, photographiée par Jacob Hilsdorf